# Забой свиней (мошенничество)
Забой свиней (кит. 杀猪盘, shāzhūpán шачжупань, англ. pig butchering) — вид интернет-мошенничества, связанный с инвестициями — обычно в криптовалюты — и романтическими отношениями в сети. Мошенники могут подолгу, в течение недель или месяцев, обрабатывать жертву, подобно тому, как свинью откармливают перед забоем. 
В схемах с «забоем свиней» мошенники используют социальную инженерию, выходя на связь с потенциальной жертвой в социальных сетях и приложениях для знакомств. Цель мошенников — войти в доверие к жертве в роли романтического партнёра или друга, ведя с ней задушевные разговоры. Мошенники стремятся выбирать уязвимых к таким схемам людей — одиноких, но обеспеченных. Нередко для этой цели создаётся поддельный женский аккаунт с украденными фотографиями. В конечном счёте мошенник предлагает жертве зарабатывать на вложениях в криптовалюты, например, заявляя, что сам получает лёгкие деньги на инсайдерской торговле. Для этого жертве предлагается скачать приложение или посетить сайт, в действительности контролируемый мошенниками. Мошенники могут имитировать торговлю криптовалютами, показывая жертве, что её доходы на платформе растут, или даже предлагая ей вывести часть «прибыли», чтобы добиться ещё большего доверия. В конечном счёте жертву подталкивают ко всё большим денежным вложениям до тех пор, пока она не осознает обман.

## История
Схемы с «забоем свиней» первоначально приобрели популярность в Китае — они существовали ещё до 2016 года, но быстрое распространение схем этого рода в китайских социальных сетях началось в 2018 году. Поначалу мошенники находили жертв-«свиней» на сайтах для однополых знакомств, позже практика распространилась и на обычные сайты знакомств. Китайские схемы того периода были чаще всего связаны с азартными играми и онлайн-казино. ФБР впервые предостерегло американских пользователей от такого мошенничества осенью 2022 года. 
В 2024 году, по данным компании Chainalysis на схемы с «забоем свиней» приходилось 33,2% от всех мошенничеств с криптовалютами во всём мире, и эта доля быстро росла — на 40% за 2024 год. По данным компании F.A.C.C.T., в первом полугодии 2024 года было обнаружено более 10 000 доменов для мошеннических инвестиционных проектов, что на 25% больше, чем в 2022 году Одной из ключевых тенденций стало использование искусственного интеллекта и технологии дипфейков. Мошенники начали применять эти технологии для создания поддельных видео- и аудиоматериалов, значительно повышая убедительность своих схем.
Социальные сети и приложения для знакомств стали основной площадкой для поиска жертв. Количество рекламных постов для привлечения на мошеннические сайты за январь-май 2024 года увеличилось почти в 40 раз по сравнению с аналогичным периодом 2023 года Появление мошеннических партнерских программ позволило злоумышленникам масштабировать свою деятельность. Эти программы предоставляют инструменты и ресурсы для создания фальшивых инвестиционных платформ, имитирующих легальные проекты и биржи.
Потенциальным жертвам назначаются личные "инвестиционные эксперты", которые убедительно рассказывают о выгодных проектах и подталкивают к инвестициям. Эти "эксперты" часто являются жертвами торговли людьми, принуждаемыми к работе в так называемых "скам-компаундах" в Юго-Восточной Азии. Масштабы этого вида мошенничества достигли глобального уровня. Компания Meta сообщила о блокировке более двух миллионов аккаунтов, связанных с центрами мошенничества в Мьянме, Лаосе, Камбодже, ОАЭ и на Филиппинах. По оценкам, около 300 000 мошенников работают в подобных центрах только в Камбодже, Лаосе и Мьянме. Эти данные свидетельствуют о растущей сложности и масштабах мошенничества типа "забой свиней", что требует повышенной бдительности со стороны пользователей и усиления мер защиты со стороны финансовых учреждений и регуляторов. 